# انسلم استراوس
انسلم استراوس (انگلیسی: Anselm Strauss؛ ‏ ۱۸ دسامبر ۱۹۱۶ – ۵ سپتامبر ۱۹۹۶) جامعه‌شناس حوزهٔ سلامت و پزشکی و استاد دانشگاه کالیفرنیا، سان‌فرانسیسکو اهل ایالات متحده آمریکا بود.
وی دانش‌آموختهٔ دانشگاه ویرجینیا و دانشگاه شیکاگو و از شاگردان هربرت بلومر بود و بعدها یکی از اعضای مکتب شیکاگو شد.
شهرت او به واسطهٔ ارائهٔ نظریه داده‌بنیاد (به همراه بارنی گلیزر) است که روشی نوآورانه در تحقیق کیفی است و از آن در حوزه‌های جامعه‌شناسی، پرستاری، آموزش و مطالعات سازمانی استفاده می‌شود. او بیش از ۳۰ کتاب، فصل‌هایی از بیش از ۳۰ کتاب دیگر و بیش از ۷۰ مقاله در مجلات منتشر کرد.
وی در سال ۱۹۸۰ به عضویت انجمن پیشبرد علوم آمریکا درآمد.